# 瓦倫泰恩 (內布拉斯加州)
瓦倫泰恩（英語：Valentine）是一個位於美國內布拉斯加州切里縣的城市。根據2010年美國人口普查，該地共人口2737人，而該地的面積約為5.99平方千米。同時該地也是切里縣的縣治。

## 地理
瓦倫泰恩的座標為42°52′25″N 100°33′01″W / 42.87361°N 100.55028°W，而該地的平均海拔高度為787米（即2582英尺）。